# Лук метельчатый
Лук метельчатый (лат. Allium paniculatum) — многолетнее травянистое растение, вид рода Лук (Allium) семейства Луковые (Alliaceae).

## Распространение и экология
В природе ареал вида охватывает Северную Африку, северо-западные районы Ближнего Востока, Среднюю Азию (Туркменистан), Южную и Восточную Европу.
Произрастает в степях, на песчаных места и склонах.

## Ботаническое описание
Луковица яйцевидная, диаметром 0,75—1,5 см, наружные оболочки сероватые, бумагообразные, с едва заметными тонкими, параллельными жилками. Стебель высотой 20—50 см, на две трети одетый гладкими влагалищами листьев.
Листья в числе трёх—четырёх, узколинейные, шириной 1—2 мм, более менее свёрнутые, бороздчатые, гладкие или шероховатые, верхние длиннее стебля.
Чехол в полтора—четыре раза длиннее зонтика. Зонтик коробочконосный, пучковатый или реже пучковато-полушаровидный, рыхлый, обычно развесистый, многоцветковый. Цветоножки очень неравные, в два—девять раз длиннее околоцветника, при основании с прицветниками. Листочки узко-колокольчатого околоцветника розовые, иногда тёмно-розовые, с более тёмной жилкой, блестящие, на верхушке интенсивнее окрашенные, длиной 5—6 мм, равные, линейно-продолговатые, тупые, усечённые. Нити тычинок едва короче листочков околоцветника, на четверть между собой и с околоцветником сросшиеся, шиловидные; пыльники желтые. Столбик едва выдается из околоцветника.
Створки коробочки обратно-сердцевидные, длиной около 5 мм.

## Классификация

### Таксономия
Вид Лук метельчатый входит в род Лук (Allium) семейства Луковые (Alliaceae) порядка Спаржецветные (Asparagales).
|  |                                      |  |                                                             |                                                             |                   |  | ещё 24 семейства (согласно Системе APG II) | ещё 24 семейства (согласно Системе APG II) |                     |  |  |  | ещё более 870 видов |
|  |                                      |  |                                                             |                                                             |                   |  | ещё 24 семейства (согласно Системе APG II) | ещё 24 семейства (согласно Системе APG II) |                     |  |  |  | ещё более 870 видов |
|  |                                      |  |                                                             | порядок Спаржецветные                                       |                   |  |                                            |                                            | род Лук             |  |  |  |                     |
|  |                                      |  |                                                             | порядок Спаржецветные                                       |                   |  |                                            |                                            | род Лук             |  |  |  |                     |
|  | отдел Цветковые, или Покрытосеменные |  |                                                             |                                                             | семейство Луковые |  |                                            |                                            | вид Лук метельчатый |  |  |  |                     |
|  | отдел Цветковые, или Покрытосеменные |  |                                                             |                                                             | семейство Луковые |  |                                            |                                            |                     |  |  |  |                     |
|  |                                      |  | ещё 44 порядка цветковых растений (согласно Системе APG II) | ещё 44 порядка цветковых растений (согласно Системе APG II) |                   |  |                                            | ещё около 300 родов                        | ещё около 300 родов |  |  |  |                     |
|  |                                      |  |                                                             | ещё 44 порядка цветковых растений (согласно Системе APG II) |                   |  |                                            |                                            | ещё около 300 родов |  |  |  |                     |

## Представители
В рамках вида выделяют ряд подвидов:
- Allium paniculatum subsp. euboicum (Rech.f.) Stearn

- [syn.  Allium euboicum Rech.f.]

- Allium paniculatum subsp. fuscum (Waldst. & Kit.) Arcang.

- [syn.  Allium fuscum Waldst. & Kit.]

- Allium paniculatum subsp. paniculatum
- Allium paniculatum subsp. villosulum (Halacsy) Stearn